# Aschendorff

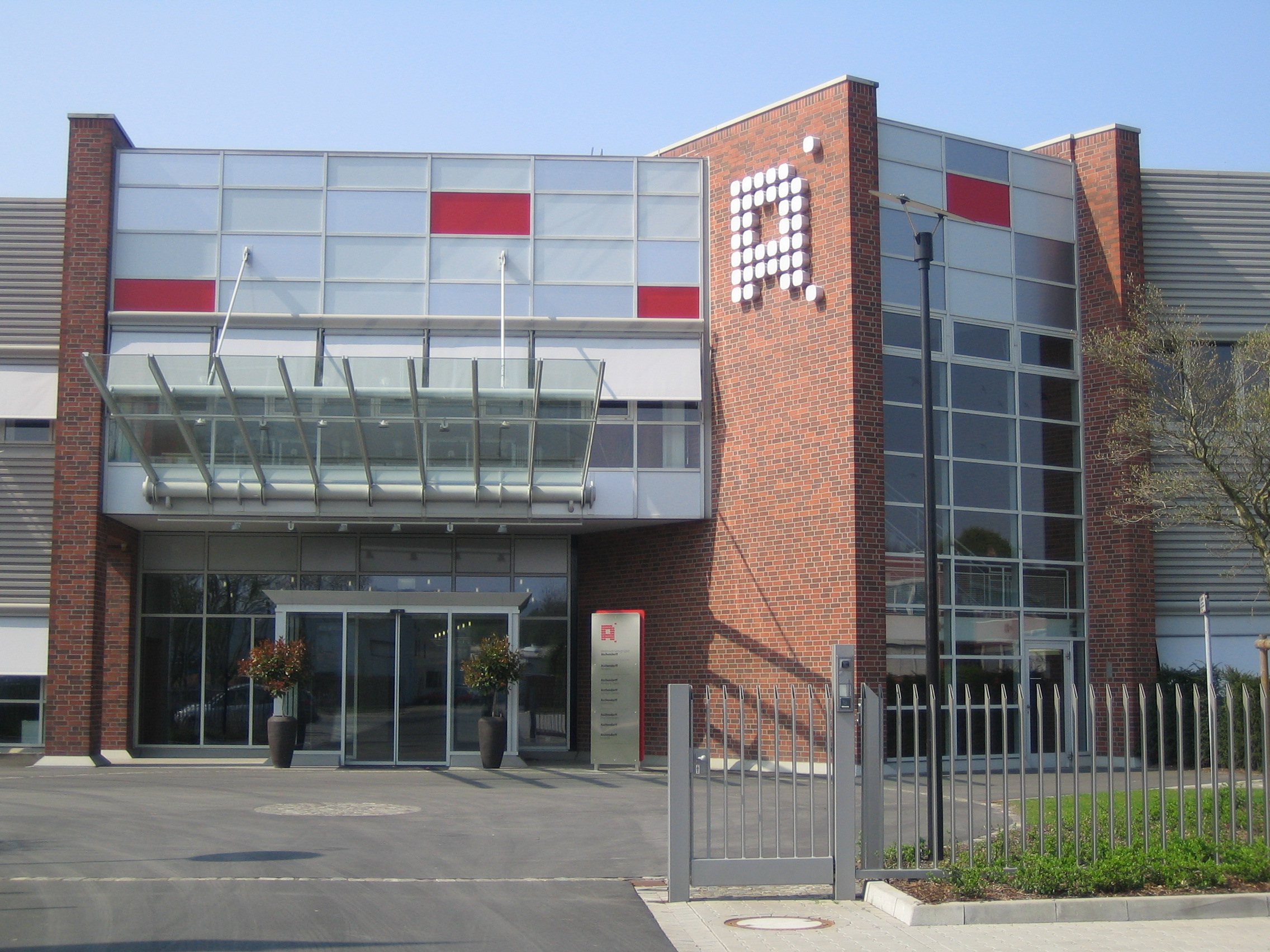
Unternehmenszentrale

Die Unternehmensgruppe Aschendorff unter dem Dach der Aschendorff GmbH & Co. KG ist ein Medienunternehmen in Münster, das zur Westfälische Medien Holding AG gehört. Es ging im Rahmen von Umstrukturierungen ab dem Jahre 1999 aus dem seit 1720 in Münster bestehenden Familienunternehmen Aschendorff Verlag hervor. Hauptprodukte der Unternehmensgruppe Aschendorff sind die Tageszeitungen der Zeitungsgruppe Münster (Westfälische Nachrichten und Münstersche Zeitung/Grevener Zeitung), Gratiszeitungen, digitale Medien und Zeitschriften.

## Geschichte

### Verlagsgründung im 18. Jahrhundert
Im Jahr 1720 eröffnete Wilhelm Aschendorff an der Bergstraße in Münster einen Buchladen und gab eigene Verlagswerke heraus. Ab 1750 erschien die von Sohn Anton Wilhelm verlegte Münsterische Staatsrelation, ab 1763 zweimal wöchentlich das Münsterische Intelligenzblatt mit einer Auflage von 500 Stück. Ein weiterer Schwerpunkt des Verlages war die Produktion von wissenschaftlichen Büchern mit den Schwerpunkten Theologie, Regional- und Kulturgeschichte, die in der 1762 errichteten eigenen Druckerei produziert wurden.
In der ersten Hälfte des 19. Jahrhunderts begann unter Johann Hermann Hüffer, Sohn der letzten Aschendorff-Tochter Sophia, die Herausgabe des Münsterischer Anzeiger. Dieser ist bis heute der Kern der Stadtausgabe der Westfälischen Nachrichten.

### Unternehmensentwicklung im frühen 20. Jahrhundert

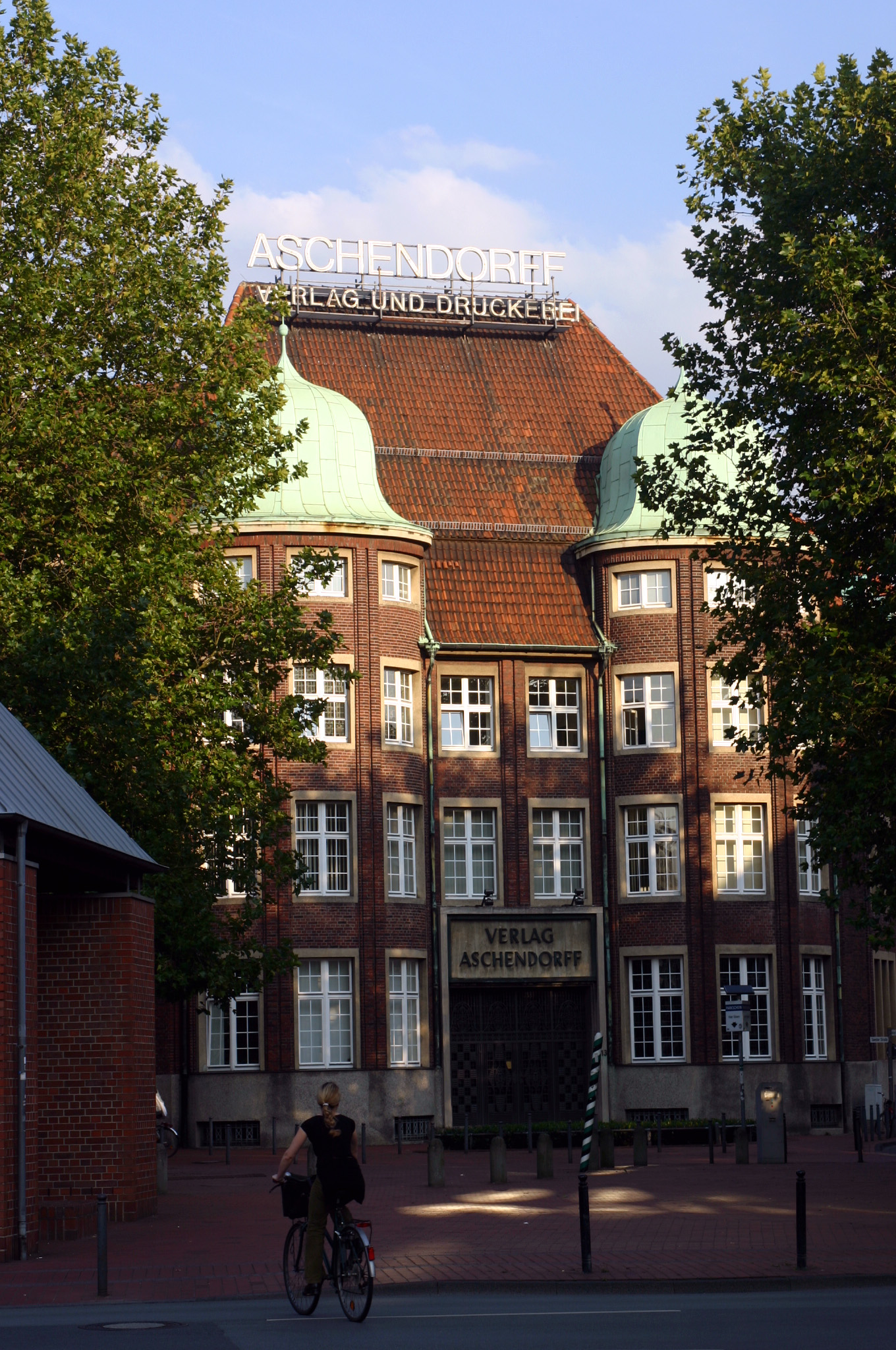
Verlagshaus Aschendorff, Stammsitz bis 2008

1912 erwarb Aschendorff ein Grundstück hinter dem Münsterischen Hauptbahnhof. Das Gebäude an der Soester Straße, das noch heute das Bahnhofsviertel von Münster prägt, war von 1912 bis 2008 der Firmensitz des Verlagsunternehmens. Bedingt durch den wirtschaftlichen Aufschwung und die steigende Bevölkerung in Münster entwickelte sich das Unternehmen sehr gut und wurde auch noch ein bedeutender Schulbuchverlag.

### Rolle im Nationalsozialismus
In der Zeit des Nationalsozialismus erschien im Aschendorff-Verlag eine Schriftenreihe mit dem Titel Reich und Kirche. Selbsterklärtes Ziel dieser Reihe war es, „dem Aufbau des Dritten Reiches aus den geeinten Kräften des nationalsozialistischen Staates und des katholischen Christentums“ zu dienen. Die Schriftenreihe fungierte dem Philosophen Kurt Flasch zufolge u. a. für die drei „pronazistischen Autoren“ und Münsteraner Theologen Josef Pieper, Michael Schmaus und Joseph Lortz als Plattform, „im katholischen Münster 1933 in ausführlicher, akademischer Argumentation für den Nationalsozialismus zu werben“ und „unter der Ägide von Hitlers amtierendem Vizekanzler Franz von Papen die gedankliche Übereinstimmung von Katholizismus und Nationalsozialismus zu beweisen“. So erschien in der Schriftenreihe etwa ein Werk von Lortz mit dem Titel Katholischer Zugang zum Nationalsozialismus (1934), in dem Lortz die wesentlichen Grundprinzipien des Nationalsozialismus bejahte. Von Pieper erschien – ebenfalls im Jahr 1934 – die Schrift Das Arbeitsrecht des Neuen Reiches und die Enzyklika Quadragesimo anno, das u. a. die folgende Passage enthält: „Wer dem Katholizismus und dem Nationalsozialismus mit unbefangenem Gerechtigkeitswillen gegenübersteht, muss anerkennen, daß hier nicht irgendwelche äußerlichen Ähnlichkeiten unsachlich aufgebauscht werden, sondern daß diese Übereinstimmung der Grundgedanken wirklich bis in den Kern der christlichen Gesellschaftsethik und bis in die gemeinsame Brunnenstube aller sozialpolitischen Antriebe des nationalsozialistischen Staates hinabreicht.“ Franz Taeschners 1934 in der Schriftenreihe erschienenes Werk Der Totalitätsanspruch des Nationalsozialismus und der deutsche Katholizismus (1934) führt aus: „Die nationalsozialistische Gemeinschaftslehre ist in ihren wesentlichen Zügen identisch mit der christlichen Gemeinschaftslehre.“ Von Michael Schmaus, der in seinem späteren Lehrbuch der Katholischen Dogmatik (1941) „die Juden“ als „Knechte der Sünde“ und als „Kinder, Knechte des Teufels“ bezeichnete, erschien bereits 1933 (2. Auflage: 1934) im Aschendorff-Verlag der Titel Begegnungen zwischen katholischem Christentum und nationalsozialistischer Weltanschauung, in welchem der Autor verkündet: „Die Tafeln des nationalsozialistischen Sollens und die der katholischen Imperative weisen in dieselbe Wegrichtung.“
Diese Texte seien Flasch zufolge zwar „bisher nicht völlig unbekannt“, allerdings habe der „Verlag Aschendorff auf Anfrage schriftlich am 20.6.2020“ trotz Existenz der Schriften geantwortet, dass dazu verlagsseitig angeblich „keine Unterlagen oder Archivexemplare“ existierten. Auf der Internetseite des Verlages („Unternehmenshistorie“) wird sowohl die Existenz der Schriftenreihe, ihre Zielsetzung als auch die mit ihr unternommene „Versöhnung“ von Nationalsozialismus und Katholizismus ausgespart.

### Nach 1945
Nach dem Zweiten Weltkrieg bekamen Leopold Hüffer, Gottfried Hasenkamp und Franz Bornefeld-Ettmann eine Lizenz zur Veröffentlichung einer Zeitung in Münster. Am 3. August 1946 erschien die erste Ausgabe der Westfälischen Nachrichten, die zunächst in Oelde gedruckt wurde, da die Rotation in Münster während eines Bombenangriffes zerstört worden war. Drei Jahre später konnte dank der intensiven Mitarbeit der Angestellten wieder in Münster gedruckt werden. Im folgenden Jahr schlossen sich die Westfälischen Nachrichten mit umliegenden Heimatverlagen des Münsterlandes zur „Zeitungsverlagsgesellschaft Nordwestdeutschland“ (ZENO) zusammen, heute Zeitungsgruppe Münsterland (ZGM).
Mitte der 1980er Jahre wurde in Folge der starken Auflagenentwicklung das Verlagsgebäude in der Innenstadt von Münster zu klein. So errichtete das Unternehmen ein neues Druck- und Dienstleistungszentrum im Ortsteil Mecklenbeck An der Hansalinie in unmittelbarer Nähe zur Autobahn A 1, das Druckhaus Aschendorff. Die vorhandene Druckmaschine aus dem Verlagsgebäude wurde zunächst dort eingebaut und weiter verwendet.

### Umstrukturierung ab 1999
Nach der Übernahme der Verlagsleitung durch J. Benedikt Hüffer und Eduard Hüffer im Jahr 1999 begann eine Umstrukturierung des Verlags. Durch Umfirmierungen des bisherigen Unternehmens entstanden mehrere Tochterunternehmen, die in der Gesamtheit nun als Unternehmensgruppe Aschendorff bezeichnet werden.
Zum Jahrtausendwechsel wurde in das Druckzentrum an der Hansalinie neueste Technik für den Druck und die Weiterverarbeitung eingebaut. Es entstand eines der modernsten Druckhäuser der Welt.
In den Jahren 2007 und 2008 wurde das Druckzentrum zur Unternehmenszentrale umgebaut, in der seitdem fast alle Unternehmensbereiche untergebracht sind. Das Stammhaus an der Soester Straße ist heute zu großen Teilen vermietet, beherbergt jedoch noch den Aschendorff Verlag (Buchverlag) und die Lokalredaktion Münster-Stadt der Westfälischen Nachrichten.
Seit Januar 2017 ist die Unternehmensgruppe Aschendorff Anteilseigner der Online-Marketing-Agentur qualitytraffic GmbH mit Standorten in Bielefeld und Münster. Durch die Mehrheitsbeteiligung erweitert der Verlag das eigene Portfolio und baut das Digitalgeschäft weiter aus. Seit Juli 2020 firmiert die qualitytraffic GmbH als Think11 Operations GmbH mit Standorten in Bielefeld, Münster, Osnabrück, Garrel und Berlin.
Zum 1. Januar 2019 brachte die Unternehmensgruppe Aschendorff ihr Mediengeschäft in den Bereichen Tageszeitungen, Anzeigenblätter, Druckerei und Radio gemeinsam mit dem Westfalen-Blatt aus Bielefeld im Rahmen einer Fusion in eine gemeinsame Westfälische Medien Holding AG ein. Das Westfalen-Blatt brachte sein gesamtes Geschäft in diese neue Holding ein. Unter dem Dach der Westfälischen Medien Holding AG bleiben die Strukturen beider Unternehmen im Münsterland und Ostwestfalen im Rahmen dieser Fusion unverändert bestehen.
Mit dem Verkauf der qualitytraffic GmbH an die MarTech-Agentur Think11 GmbH aus Osnabrück im März 2020 übernimmt nun diese die Mehrheitsbeteiligung an der Online Marketing Agentur. Im Juli folgte die Umfirmierung der qualitytraffic GmbH in die Think11 Operations GmbH.

## Tochterunternehmen
- Aschendorff Medien
- Aschendorff Verlag (Buchverlag)
- Aschendorff Druckzentrum (ehemals Druckhaus Aschendorff)
- Aschendorff Logistik
- Aschendorff Direkt
- Aschendorff NEXT